# Vaccinium venosum
Vaccinium venosum är en ljungväxtart som beskrevs av Robert Wight. Vaccinium venosum ingår i Blåbärssläktet, och familjen ljungväxter. Inga underarter finns listade i Catalogue of Life.